# الجحيم (رواية دان براون)
الجحيم (بالايطالية: inferno) رواية الكاتب الأمريكي دان براون صدرت سنة 2013، وهي الكتاب الخامس ضمن سلسلة شخصية روبرت لانغدون بعد كل من: ملائكة و شياطين وشيفرة دافينشي والرمز المفقود وأصل آخر كتاب اصدره دان براون. صدرت رواية الجحيم عن دار دبل-داي في 14 مايو، 2013. صدرت النسخة العربية من الرواية عن الدار العربية للعلوم بتاريخ 1 سبتمبر، 2013.

## ملخص الرواية

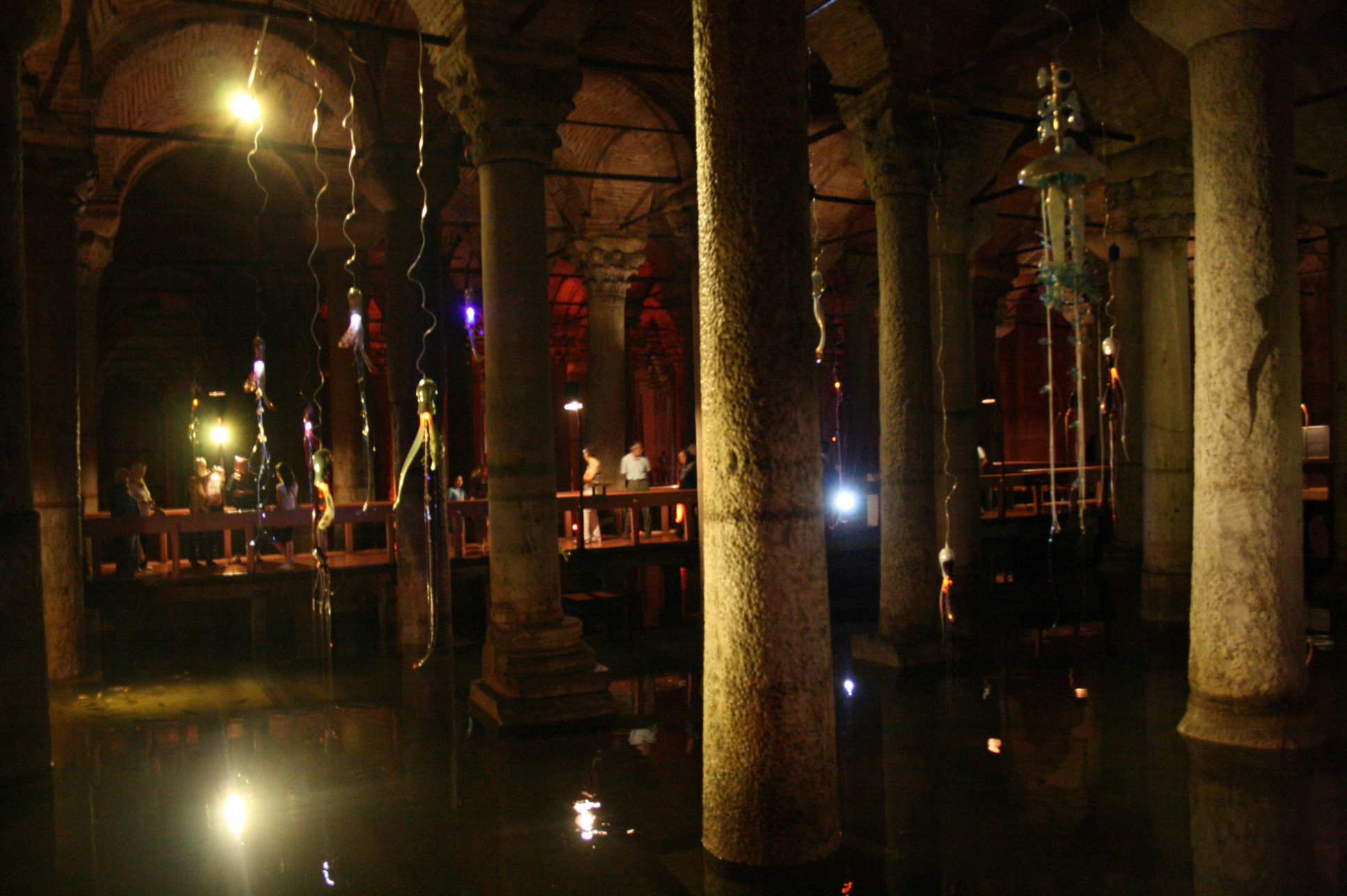
صورة توضيحية

يفتح روبرت لانغدون، بروفيسور علم الرموز في جامعة هارفرد، عينيه في منتصف الليل متألماً من جرح في الرأس، ليكتشف أنه راقد في المستشفى لا يستطيع أن يتذكّر ما حدث معه خلال الساعات الست والثلاثين الأخيرة أو مصدر ذلك الشيء الرهيب الذي اكتشفه الأطباء بين أمتعته.
إثر هذا تدبّ الفوضى في عالم لانغدون ويضطر للهروب عبر أزقة مدينة فلورنسا برفقة شابة لطيفة تدعى سيينّا بروكس، التي تمكنت من إنقاذ حياته بفعل تصرفاتها الذكية، ليتبيّن له أن بحوزته مجموعة من الرموز الخطرة التي ابتدعها عالِمٌ فذّ.
تتسارع الأحداث عبر مواقع أثرية شهيرة، مثل قصر فيكيو، ويكتشف لانغدون وبروكس شبكة من السراديب القديمة، فضلاً عن نموذج علمي جديد ومخيف من شأنه أن يُستخدم إمّا لتحسين نوعية الحياة على الأرض أو تدميرها.
على هذه الخلفية، يصارع لانغدون خصماً رهيباً بينما يتشبث بلغز يأخذه إلى عالم الفنون الكلاسيكية والممرات السرية والعلوم المستقبلية، محاولاً اكتشاف الأجوبة ومعرفة مَن هو الجدير بثقته... قبل الانهيار الكبير.

## الشخصيات
- روبرت لانغدون: وهو عالم رموز وبروفيسور في جامعة هارفرد.
- برتراند زوبريست: وهو عالم أراد وضع حل أو بالاحرى (شر لابد منه) لمشكلة التعداد السكاني عن طريق نشر فيروس في انحاء العالم يسبب مرض (يكشف نوعه في نهاية الرواية) والذي يسبب صدمة لشخصيات الرواية لنوعه الغير متوقع.
- سيينا بروكس: وهي طبيبة ذات شخصية غامضة ومعقدة تساعد لانغدون ضمن احداث يلفها الغموض.
- إليزابيث سينسكي: رئيسة منظمة الصحة العالمية المعارضة لفكرة زوبريست.
- العميد: رجل اسمر قصير يمثل السلطة العليا في الكونسورتيوم.
- فايينثا: عميلة في الكونسورتيوم.
- كريستوف برودر: عميل في فريق الدعم والمراقبة
- جوناثان فيريس: عميل في الكونسورتيوم.

اما الكونسورتيوم فهو منظمة حقيقية لها مكاتب في سبع دول وقد تم تغيير اسمها في الرواية لدواعي الأمن والخصوصية.

## اقتباسات من الرواية
- إذا كنت تريد الجنة عليك ان تعبر الجحيم
- إنّ مجرد كون العقل البشري لا يستطيع تخيل حدوث شيء... لا يعني أن ذلك لن يحدث
- كم أتوق إلى مزيد من الوقت، لكن الوقت هو السلعة الوحيدة التي لا يمكنني شراؤها حتى بثروتي الفاحشة
- لا تقطع أبدا وعدا لا تستطيع الوفاء به
- في عالم الرموز، كان القناع ذو المنقار الطويل، بشكله الفريد، مُرادِفاً للموت الأسود؛ أي الطاعون القاتل الذي اجتاح أوروبا عام 1300 تقريباً، مودياً بحياة ثلث السكان في بعض المناطق. إعتَقد كثيرون أنَّ صفة «الأسود» إشارة إلى اسوداد بشرة الضحايا بسبب الغرغرينا والنزيف الذي يحدث تحت الجلد. لكن في الواقع تشير هذه الصفة إلى الخوف العميق من انتشار الوباء بين السكان
- تجسَّدت الذكريات ببطء، مثل فقاعات تطفو على سطح بئر مظلمة بلا قرار
- أحلك الأماكن في الجحيم هي لأولئك الذين يحافظون على حيادهم في الأزمات الأخلاقية
- عندما تواجه الكائنات البشرية اليأس...تتحول إلى حيوانات
- المسلمون يحبون الكلمات والمسيحيين يحبون الوجوه

## الأداء التجاري
باعت الرواية 369,000 نسخة في إسبوعها الأول وحلت في المرتبة الأولى في قائمة أفضل الكتب مبيعا في الولايات المتحدة، وفي المملكة المتحدة حلت أيضا في المرتبة الأولى بمجموع 228,961 نسخة. في الأسبوع التالي باع الكتاب 211,000 نسخة ليبقى في المرتبة الأول في الولايات المتحدة وليصبح مجموع المبيعات خلال أسبوعين 580,000 نسخة.

## فيلم
أعلنت Sony Pictures عن موعد صدور فيلم مقتبس من الرواية في 18 ديسمبر، 2015 حيث سيخرج الفيلم رون هوارد ومن بطولة توم هانكس بدور لانغدون.

## وصلات خارجية
- آراء القراء حول رواية الجحيم  على موقع أبجد